# Charlie Egan
 (février 2018).
Si vous disposez d'ouvrages ou d'articles de référence ou si vous connaissez des sites web de qualité traitant du thème abordé ici, merci de compléter l'article en donnant les références utiles à sa vérifiabilité et en les liant à la section « Notes et références ».
Charles Egan, plus connu sous le nom de Charlie Egan (né le 14 août 1959 à Kilsyth en Écosse) est un joueur de football international australien d'origine écossaise, qui évoluait au poste d'attaquant, avant de devenir ensuite entraîneur.

## Biographie

### Carrière de joueur

#### Carrière en club
Charlie Egan joue en Écosse et en Australie. Il se classe meilleur buteur du championnat d'Australie en 1985, avec 21 buts.

### Carrière d'entraîneur
Charlie Egan joue plusieurs matchs en équipe d'Australie.

## Palmarès
| South Melbourne - Championnat d'Australie (1) : - Champion : 1984. - Meilleur buteur : 1985 (21 buts). - Coupe d'Australie : - Finaliste : 1987 |  | Brunswick Juventus - Coupe d'Australie : - Finaliste : 1988 |